# Culloden (Georgia)
Culloden è una città degli Stati Uniti d'America, situata in Georgia, nella Contea di Monroe.